# Wladimir Petrowitsch Jewtuschenkow
Wladimir Petrowitsch Jewtuschenkow (russisch Владимир Петрович Евтушенков; * 25. September 1948 in Kaminschtschina, Oblast Smolensk, Sowjetunion) ist ein russischer Oligarch.

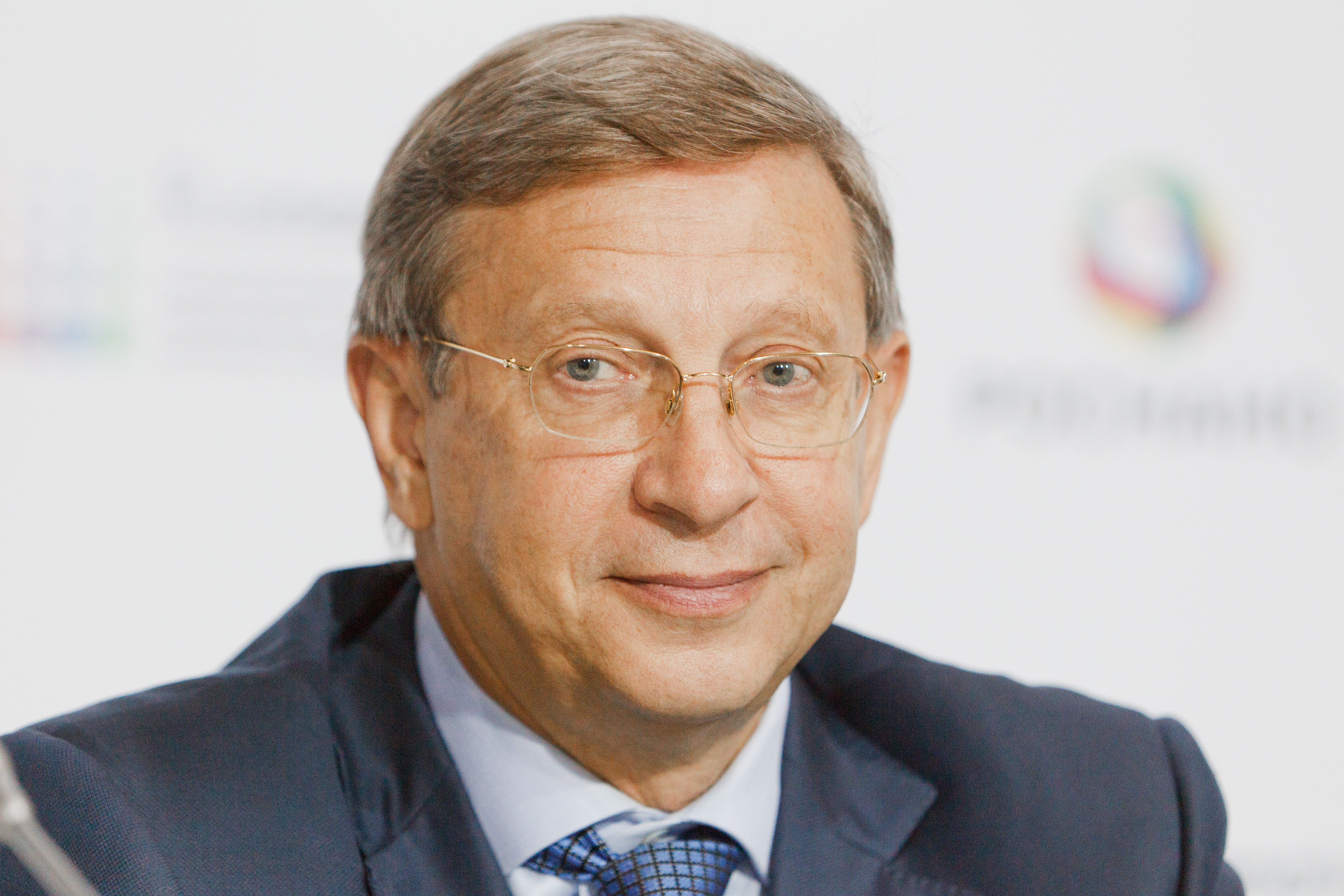
Wladimir Jewtuschenkow (2011)

## Leben
Als Gründer und Mehrheitseigentümer des russischen Mischkonzerns Sistema gilt Jewtuschenkow als einer der reichsten Russen. Sein Vermögen wurde auf 6,3 Mrd. USD geschätzt. Er ist mit der Schwester von Jelena Baturina verheiratet, die von Forbes als reichste Frau Russlands geführt wird und mit dem langjährigen Moskauer Bürgermeister Juri Luschkow verheiratet war.
Bereits während des Bestehens der Sowjetunion konnte er sich am Anfang seiner Karriere als Fabrikdirektor beweisen. Ende der 1980er Jahre kam politisches Engagement hinzu. Ab 1990 leitete er das Moskauer Städtische Komitee für Wissenschaft und Technik und wandelte diese kommunale Einrichtung 1993 nach seinen Vorstellungen in eine Privatfirma um. Im selben Jahr gründete er AFK Sistema, ein unter anderem in den Bereichen Telekommunikation, Mikroelektronik und IT-Services tätiger Konzern.
Zwischen 1997 und 1999 war Jewtuschenkow Vorstandsvorsitzender des russischen Fernsehsenders TWZ. Er ist Vorstandsmitglied der Industrie- und Handelskammer der Russischen Föderation sowie Vorsitzender des Komitees für wissenschaftlich-technische Innovationen und Hochtechnologien. Seit 2009 ist er Honorarkonsul Russlands in Luxemburg. In der Forbesliste der 200 reichsten Russen kam Jewtuschenkow 2014 mit einem Gesamtvermögen von neun Milliarden Dollar auf Platz 15.
Am 16. September 2014 wurde Jewtuschenkow wegen Geldwäscheverdachts unter Hausarrest gestellt. Am 17. Dezember des gleichen Jahres wurde er entlassen und tags darauf gab Präsident Wladimir Putin in einer Pressekonferenz die Einstellung der Ermittlungen wegen Geldwäsche gegen Jewtuschenkow bekannt, nachdem seine Mehrheitsbeteiligung an Bashneft an den Staat übergegangen war. In erster Instanz verpflichtete ein Gericht im August 2017 Sistema zu einer Zahlung von 136 Milliarden Rubel (rund 1,8 Mrd. Euro) an den späteren Käufer des Aktienpakets, Rosneft. Der Preis der Sistema-Aktien hatte sich seit Bekanntwerden der Klage halbiert.

## Privates
Jewtuschenkow ist verheiratet und hat zwei Kinder. Sein Sohn Felix ist seit 2019 Vorsitzender des Verwaltungsrates von Mobile TeleSystems (MTS), dem größten Mobilfunkanbieter Russlands. Anfang 2020 wurde bekannt, dass Felix den zum Metro-Handelskonzern gehörenden Lebensmitteleinzelhändler REAL übernehmen wird.